# نسخ صوتي
النسخ الصوتي في اللغة هو تمثيل أصوات اللغة بصورة مقروءة. من أشهر أنظمة النسخ الصوتي الأبجدية الصوتية الدولية.